# Kołocz śląski

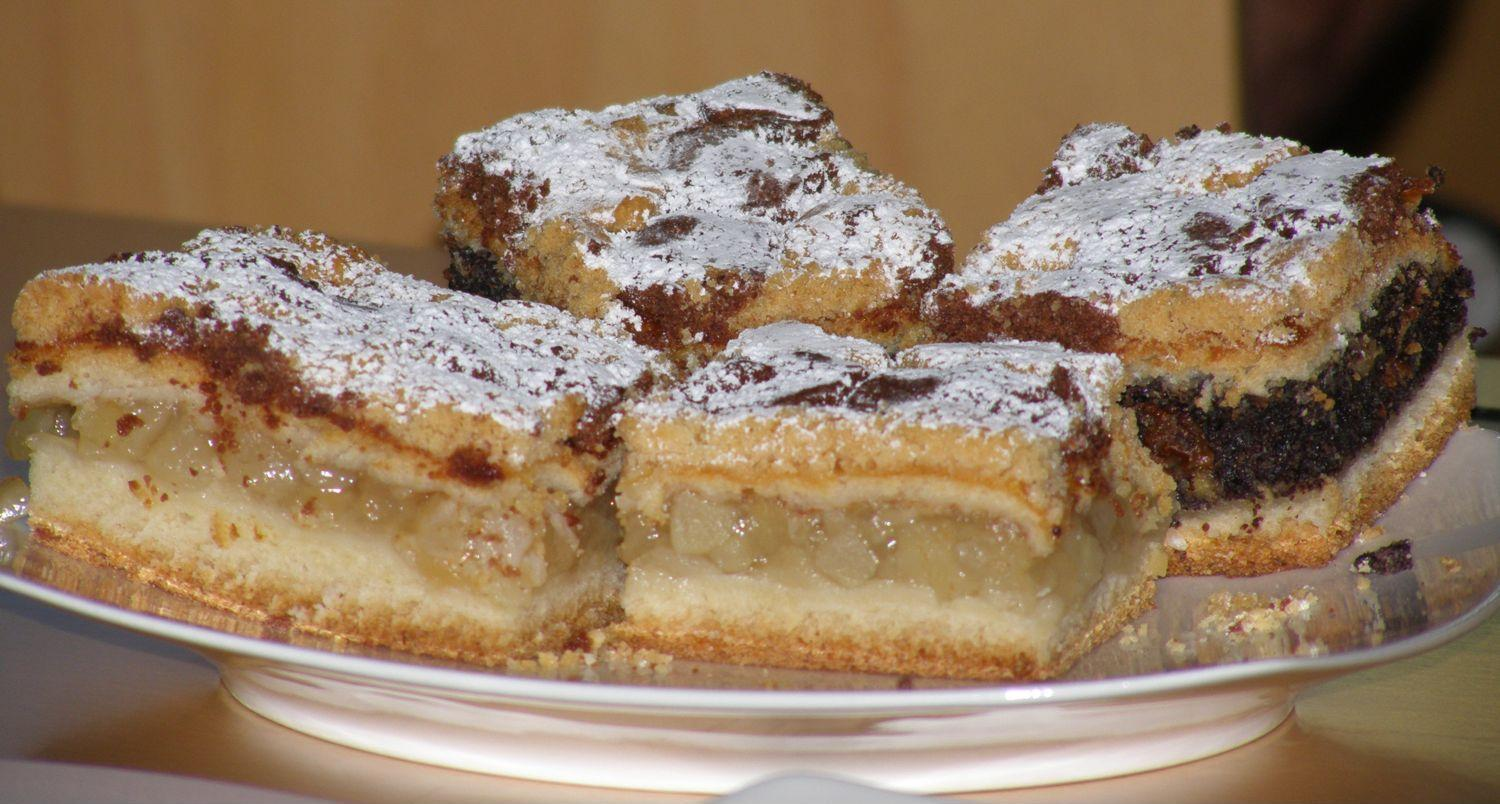
Kołocz śląski

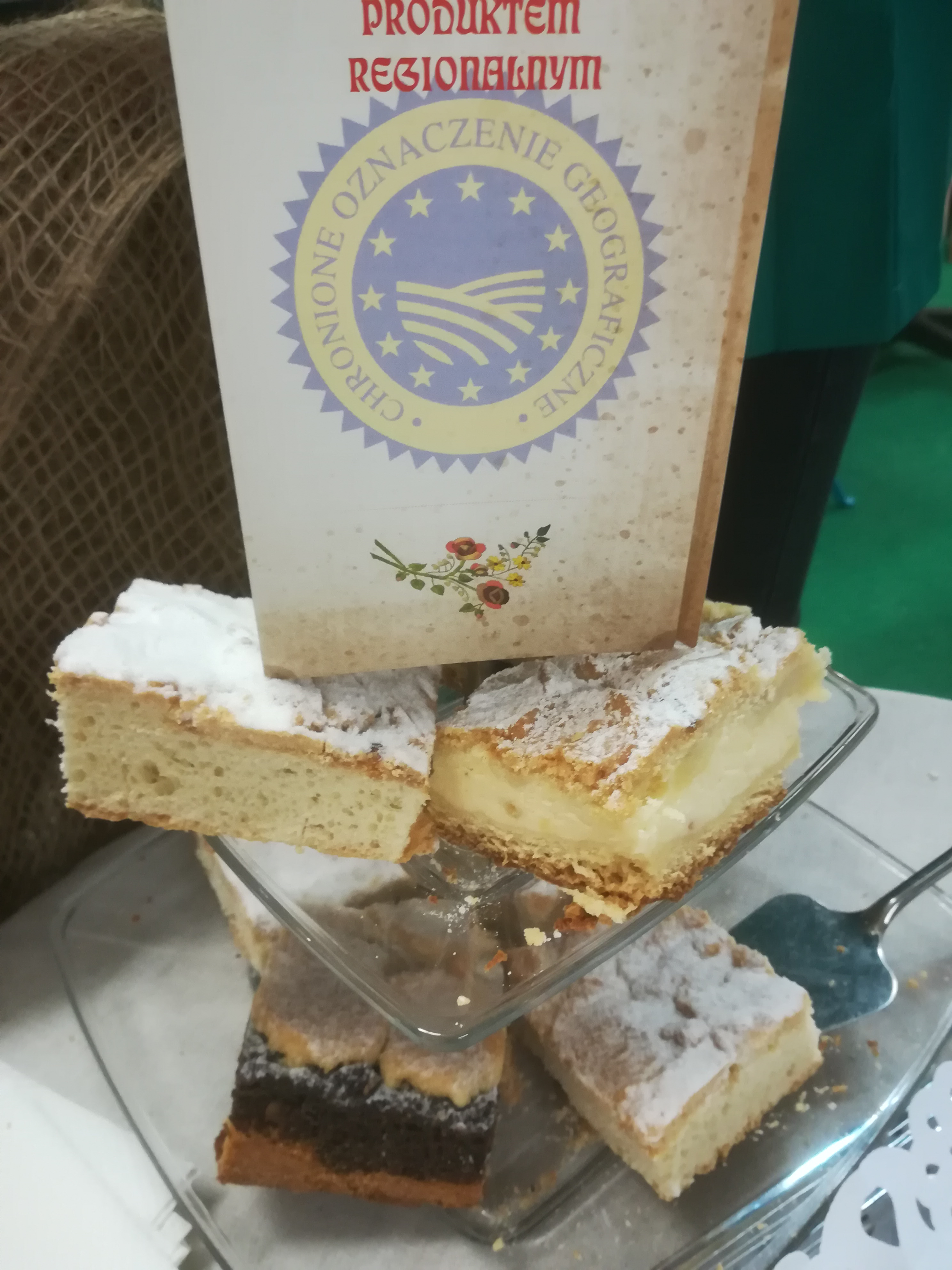
Chronione Oznaczenie Geograficzne

Kołocz śląski – nazwa zwyczajowa ciasta popularnego na Górnym Śląsku. Równolegle funkcjonuje również określenie kołacz śląski.

## Tradycja
Kołocz śląski jest regionalnym spadkobiercą tradycji wypieku staropolskiego kołacza i jest nie tylko wyrobem spożywczym, lecz również pieczywem obrzędowym. Występuje w czterech najpopularniejszych odmianach: kołocz z posypką (bez nadzienia), kołocz z nadzieniem serowym, makowym i jabłkowym. Tradycja śląska nakazuje równoprawne traktowanie wszystkich odmian jako kołocza śląskiego. Specyfiką pieczywa jest jego kształt. W odróżnieniu od staropolskiego okrągłego kołacza, w XIX wieku wykształciła się na Śląsku tradycja wypieku kołocza o kształcie prostokątnym. Zmiana ta była spowodowana względami praktycznymi – od kiedy stare piece zastąpiono kuchenkami, ze względu na oszczędność miejsca bardziej sprawdzały się blachy prostokątne. Inną charakterystyczną cechą jest specyficzna posypka odróżniająca go od zbliżonych wypieków z innych części Polski, ale jednocześnie zwiększająca pracochłonność. Kołocz śląski ma specyficzny maślany zapach, strukturę oraz nieco mniejszą wysokość w porównaniu z innymi wypiekami w pozostałych regionach kraju.

## Opis gotowego produktu
Ciasto jako produkt wypiekany na typowych blachach ma zazwyczaj bezpośrednio po wypieku kształt prostokątny o wymiarach 40 × 60 cm (±5 cm) i wysokości ok. 3,5 cm (±0,5 cm). Masa wypieku z jednej blachy wynosi ok. 5–6 kg. Transport od producenta do punktu sprzedaży odbywa się najczęściej bez krojenia wypieku. Krojenie może mieć miejsce w punkcie sprzedaży w zależności od woli kupującego. Zwyczajowo przed spożyciem kołocz jest krojony na mniejsze kawałki o przybliżonych wymiarach 4–6 cm na 4–6 cm.
W większości przypadków stosuje się w kołoczu nadzienie, niemniej jednak możliwy jest wyrób bez nadzienia. W takim przypadku w przekroju przypomina jednowarstwowe ciasto drożdżowe, które na wierzchu ma charakterystyczną posypkę. W odniesieniu do popularniejszej wersji kołocza z nadzieniem produkt charakteryzuje się trzema warstwami, gdzie warstwą wewnętrzną jest nadzienie serowe, makowe lub jabłkowe. Warstwa ciasta drożdżowego ma charakterystyczną kremową barwę, zaś kolor nadzienia jest zależny od składu surowcowego.

## Historia
Tradycja wypieku sięga średniowiecza, kiedy ciasto to było traktowane w sposób szczególny i serwowane w szczególnych okolicznościach, takich jak np. wesela. Pierwsze dokumenty potwierdzające wypiek kołacza na terenie Śląska pochodzą co najmniej z początków XVIII wieku, zaś pierwsze legendy na temat kołocza znajdują się w materiałach drukowanych z lat 30. XX wieku.

## Konsorcjum Producentów Kołocza Śląskiego
Opolscy cukiernicy, którzy wcześniej wspólnie opracowywali jednolitą recepturę kołocza śląskiego zawiązali w grudniu 2007 Konsorcjum Producentów Kołocza Śląskiego, w którego skład weszło jedenastu cukierników, którzy zobowiązali się przestrzegać ustalonej receptury wypieku. 

## Chronione Oznaczenie Geograficzne
Kołocz śląski został oficjalnie ogłoszony produktem regionalnym w UE. Po 4 latach starań Komisja Europejska wpisała go na listę takich produktów.